# Список спортивних аеродромів України

## Перелік спортивних аеродромів України
| Назва аеродрому           | Найближчий населений пункт | Область                                        | ICAO             | IATA                                                 | Спортивний клуб                                                | Тип ЗПС, PCN                            | Літальні апарати                                   |
| ------------------------- | -------------------------- | ---------------------------------------------- | ---------------- | ---------------------------------------------------- | -------------------------------------------------------------- | --------------------------------------- | -------------------------------------------------- |
| Київська область          |                            |                                                |                  |                                                      |                                                                |                                         |                                                    |
| Київ-Південний            | Гребінки                   | Васильківський район (Київська область)        | UKBD             | некласифікований, індекс 1 та вертольотів усіх типів | Парашутний клуб "5 Океан"                                      | Асфальтно-бетонне покриття, 13Т/1,0 МПа | Ан-3Т, Мі-8                                        |
| Чайка                     | Петропавлівська Борщагівка | Києво-Святошинський район (Київська область)   | UKKJ             | некласифікований                                     | Центральний аероклуб ім.О.К.Антонова                           | ґрунтове покриття                       | Ан-2, Л-410                                        |
| Апостолове                | Апостолове                 | Дніпропетровська область                       | UKVO             | некласифікований                                     | «Авіаційно-спортивний клуб»                                    | Асфальт                                 | SkyRanger, автожир                                 |
| Бузова                    | Бузова                     | Києво-Святошинський район (Київська область)   | некласифікований | некласифікований                                     | Центральний аероклуб ім.О.К.Антонова                           | ґрунтове покриття                       | Вільга-35Е, планери різних моделей                 |
| Бородянка                 | Бородянка                  | Бородянський район (Київська область)          | некласифікований | некласифікований                                     |                                                                | ґрунтове покриття                       | Ан-2                                               |
| Чернігівська область      |                            |                                                |                  |                                                      |                                                                |                                         |                                                    |
| Прогрес                   | Прогрес                    | Козелецький район (Чернігівська область)       | некласифікований | некласифікований                                     |                                                                | ґрунтове покриття                       | Ан-2                                               |
| Дніпропетровська область  |                            |                                                |                  |                                                      |                                                                |                                         |                                                    |
| Майське                   | Майське                    | Дніпропетровська область                       | UKDA             | некласифікований                                     | Парашутний клуб "Майське"                                      | ґрунтове покриття                       | Л-410, Скаетон К-10 Swift, Як-52, Л-29, Ан-2       |
| Кам'янка                  | Кам'янка                   | Дніпропетровська область                       | некласифікований | некласифікований                                     | Дніпропетровський авіаційний спортивний клуб                   | ґрунтове покриття                       | Ан-2                                               |
| Харківська область        |                            |                                                |                  |                                                      |                                                                |                                         |                                                    |
| Коротич                   | Комунар                    | Харківська область                             | UA-0052          | некласифікований                                     | Харківський аероклуб ім. В. С. Гризодубової ТСО України        | ґрунтове покриття                       | Л-29, Як-52, Т-10, Ан-2, Як-18Т, ВИС-3, Мі-2, Мі-8 |
| Івано-Франківська область |                            |                                                |                  |                                                      |                                                                |                                         |                                                    |
| П'ядики                   | П'ядики                    | Коломийський район (Івано-Франківська область) | некласифікований | некласифікований                                     | Прикарпатська дитячо-юнацька спортивна асоціація малої авіації | ґрунтове покриття                       | Advantic WT10, Ан-2, Як-55                         |
| Львівська область         |                            |                                                |                  |                                                      |                                                                |                                         |                                                    |
| Цунів                     | Заверешиця                 | Городоцький район (Львівська область)          | некласифікований | некласифікований                                     | Львівський авіаційно-спортивний клуб ТСО України, ЗУША         | ґрунтове покриття                       | Ан-2, Ан-28, Morava L-200D, Скаетон К-10 Swift     |